# لوبانيا
لوبانيا (بالإنجليزية: Lubāna)‏ هي منطقة سكنية تقع في لاتفيا في بلدية لوبانا ‏.[بحاجة لمصدر] يقدر عدد سكانها بـ 1,934 نسمة ومساحتها 4.394 كم2 .